# Carolina Klüft
Carolina Evelyn Klüft (Borås, 2 de Fevereiro de 1983) é uma ex-atleta sueca, competidora do heptatlo, salto em comprimento e pentatlo.
Carolina Klüft é campeã olímpica, tricampeã mundial e bicampeã européia de heptatlo, e é reconhecida como uma das melhores atletas no mundo. Klüft também detém o recorde europeu de heptatlo com a marca de 7 032 pontos. Essa pontuação ranqueou-a em segundo na lista de melhor pontuação de todos os tempos, sendo superada somente por Jackie Joyner-Kersee, que detém o recorde com 7 291 pontos.
Klüft mede 178 cm de altura e pesa 65 kg. Ela é a única atleta a ter vencido o heptatlo por três vezes em campeonatos mundiais. 
Pouco antes dos Jogos Olímpicos de Verão de 2008, Klüft declarou não querer mais disputar o heptatlo, preferindo se dedicar exclusivamente ao salto em distância e ao salto triplo
Em 2012, com 29 anos, a atleta sueca colocou fim à sua carreira para se dedicar a outros fins extra-desportivos.